# Chorente (Sarria)
Chorente(llamada oficialmente San Xulián de Chorente) es una parroquia española del municipio de Sarria, en la provincia de Lugo, Galicia.

## Límites
Limita con las parroquias de Piñeira y Chanca al norte, Froyán y San Saturnino de Froyán al este, Vila de Mouros, Rubián de Cima y Cervela al sur, y Nespereira al oeste.

## Organización territorial
La parroquia está formada por ocho entidades de población:

### Entidades de población
Entidades de población que forman parte de la parroquia:
- Airexe
- Carballo
- Oural
- Quintá (A Quintá)
- Santigoso
- Traslodeiro
- Vilaverde

### Despoblado
Despoblado que forma parte de la parroquia:
- Sanguñedo

## Demografía
| Gráfica de evolución demográfica de Chorente entre 2000 y 2021 |
|                                                                |
| Datos según el nomenclátor publicado por el INE.               |

## Patrimonio
- Iglesia parroquial, con fachada de estilo románico, el resto es del siglo XVIII.
- Capilla de San Marcos
- Capilla de San Antonio